# Théâtre Hébertot
El Théâtre Hébertot és una sala d'espectacles inaugurada el 1838 en el número 78 del bulevard des Batignolles, en el 17è districte de París, pels germans Seveste, detentors dels privilegis d'explotació dels teatres del banlieu parisenc.
Primer s'anomenà Théâtre des Batignolles, després Théâtre des Arts el 1907. El nom definitiu de Théâtre Hébertot el rep el 1940 de la mà del dramaturg i periodista Jacques Hébertot. És una sala a la italiana per 630 espectadors.
Danièle i Pierre Franck n'agafen la direcció el 2003. Inauguren una segona sala anomenada Le Petit Hébertot amb una capacitat de 110 places.